# Birtouta
Birtouta (în arabă بئر توتة) este o comună din provincia Alger, Algeria.
Populația comunei este de 30.575 de locuitori (2008).